# Bati (Etiopía)
Bati es un pueblo ubicado en el centro-norte de Etiopía. Se encuentra en la zona de Oromia de la región Amhara (o killoch), al este de Dessie. El pueblo se encuentra a 1502 m s. n. m. Es el mayor de los pueblos en Bati woreda.
Bati se destaca por su mercado, ubicado entre macizo etíope y el Gran valle del Rift. Según indica Philip Briggs, este mercado "es un importante punto de cruce de culturas de los pueblos Amhara, Oromo y el pueblo afar semi nómade del desierto. Bati ha sido la sede del mayor mercado de Etiopía de ganado y camellos, al que concurren unas 20,000 personas todos los lunes."

## Historia
Antes de la invasión italiana de 1936, la mayor parte del camino de 100 km entre Bati y Dessie ya había sido construido. El servicio de teléfono llegó en 1956 a Bati: el pueblo contaba con dos teléfonos uno para la policía y el otro era el de la residencia del Príncipe. Y antes de esa época el pueblo ya contaba con correo.